# Dependência de Ross

Bandeira não-oficial da Dependência de Ross.

Localização da Dependência de Ross na Antártida.

A Dependência de Ross é um território da Antártica reivindicado pela Nova Zelândia. Tem cerca de 450 000 km² e uma população permanente de algumas dezenas de indivíduos, cientistas que revezam-se para estudos. Esta zona foi reclamada pelos britânicos em 1923 e entregue à administração da Nova Zelândia, que tem e mantém uma estação científica permanente, a Base Scott. É delimitada pelos meridianos 150º W e 160º W.
Desde a assinatura do Tratado Antártico em 1959, a Dependência de Ross, tal como outras reivindicações antárticas, ficaram sujeita às suas disposições, ou seja, qualquer reivindicação territorial à Antártica está suspensa.
Na área reivindicada pela Nova Zelândia encontram-se bases de outros países. Uma delas, a maior base de pesquisa do continente, McMurdo (pertencente aos EUA). A Itália mantém neste território a base de verão Mario Zucchelli, na baía Terra Nova. Entre 1971 e 1991 a União Soviética/Rússia operou a base de Leningradskaya nessa região.

## História
Em 12 de janeiro de 1841 James Clark Ross tomou formal posse, e içou a bandeira britânica, num grupo de ilhas na Terra de Victoria, chamadas desde então ilhas Possessão. Em 27 de janeiro fez o mesmo na ilha Franklin.
O governo britânico constituiu o território mediante uma ordem imperial de 30 de julho de 1923, pondo-o sob administração da Nova Zelândia.
A ordem foi publicada em 16 de agosto de 1923. O Governador da Dependência de Ross é (à data de 2005) o Governador-Geral da Nova Zelândia. Oficiais do governo da Dependência de Ross são nomeados anualmente para a administrar.
A dependência inclui parte da Terra de Victoria, e a maior parte da Barreira de gelo de Ross. As bases científicas Scott (Nova Zelândia) e McMurdo (Estados Unidos) são as únicas ocupadas permanentemente na área - sem incluir a estação Polo Sul Amundsen-Scott. A dependência conta com uma pista de aterragem de neve em Williams Field, e dependendo das condições meteorológicas anuais, duas pistas de gelo, o que garante a acessibilidade por aviões com rodas o esquis ao longo do ano.
Também a ilha de Ross, as ilhas Balleny e a pequena ilha Scott estão dentro da dependência, bem como a ilha coberta de gelo Roosevelt. A Nova Zelândia tem uma base de verão no Dry Valley (Vale Seco) chamada estação Vanda, que operou de 1969 a 1995. A dependência tem um serviço postal próprio com selos apreciados pelos colecionadores.
O Greenpeace manteve a sua própria base antártica na Dependência de Ross, chamada Base do Parque Mundial, de 1987 a 1992, na ilha de Ross. Como a base foi construída por uma entidade não governamental, a política oficial dos países signatários do Tratado Antártico foi a de não lhe conceder nenhum apoio nem assistência.